# Бекерел
Бекерел (Bq) е единица за измерване на радиоактивността на даден източник в системата SI. Радиоактивността се определя като отношението на средния брой спонтанни ядрени превръщания (разпадания) в радиоактивния източник за единица интервал от време. Източникът има активност 1 Bq, ако в него за една секунда става един акт на спонтанен разпад, т.е.:
1 Bq = 1 s-1
Тя носи името на френския учен Анри Бекерел, откривателят на естествената радиоактивност. В литературата все още се срещат и отменените единици кюри (Ci), еман и махе (ME).
1 Ci = 3,7×1010 Bq
1 еман = 3,7 Bq/l
1 ME = 13,4545 Bq/l